# Ardea insignis
L'airone panciabianca (Ardea insignis Hume, 1878) è un uccello della famiglia degli Ardeidi.

## Distribuzione e habitat
Vive nelle zone umide delle foreste tropicali e subtropicali delle colline ai piedi dell'Himalaya orientale, in India, Bhutan e Myanmar; è ormai scomparso dal Nepal. In Bhutan, dove ne rimangono solamente 32 esemplari, questa specie è diffusa nelle aree paludose al di sotto dei 1700 metri, soprattutto nel bacino del fiume Punatsang Chhu, nei distretti di Punakha e Wangdue Phodrang, nella regione centro-occidentale del Paese.

## Descrizione
Questo grosso airone dal collo lungo ha le regioni superiori di un color grigio uniforme. La gola e le regioni inferiori sono bianche. La sommità del capo è scura e, diversamente dall'airone cenerino, non vi sono strisce nere sul collo. Durante la stagione degli amori la specie sviluppa delle piume bianco-grigiastre sulla nuca e delle lunghe penne grigie e bianche sul petto. Il becco, nero, ha la base e la punta verdastre; la faccia è grigio-verdastra. Le zampe sono scure. Le ali sono grigio scure sopra e bianche sotto. Il groppone è grigio chiaro. Con un'altezza di 127 cm, l'airone panciabianca è il più grande Ardeide asiatico e per dimensioni è superato solamente dall'airone golia.

## Sistematica
L'airone panciabianca venne citato per la prima volta, come «grande airone indiano», nel 1844 da J. E. Gray in Zoological Miscellany, sulla base di testimonianze raccolte in Nepal da Brian Houghton Hodgson, che lo ritenne una forma particolare di airone beccogrosso. Allan Octavian Hume, però, notò alcune differenze tra le due specie e classificò l'airone panciabianca come specie a parte. Fino al 1963 la specie venne chiamata Ardea imperialis.

## Biologia

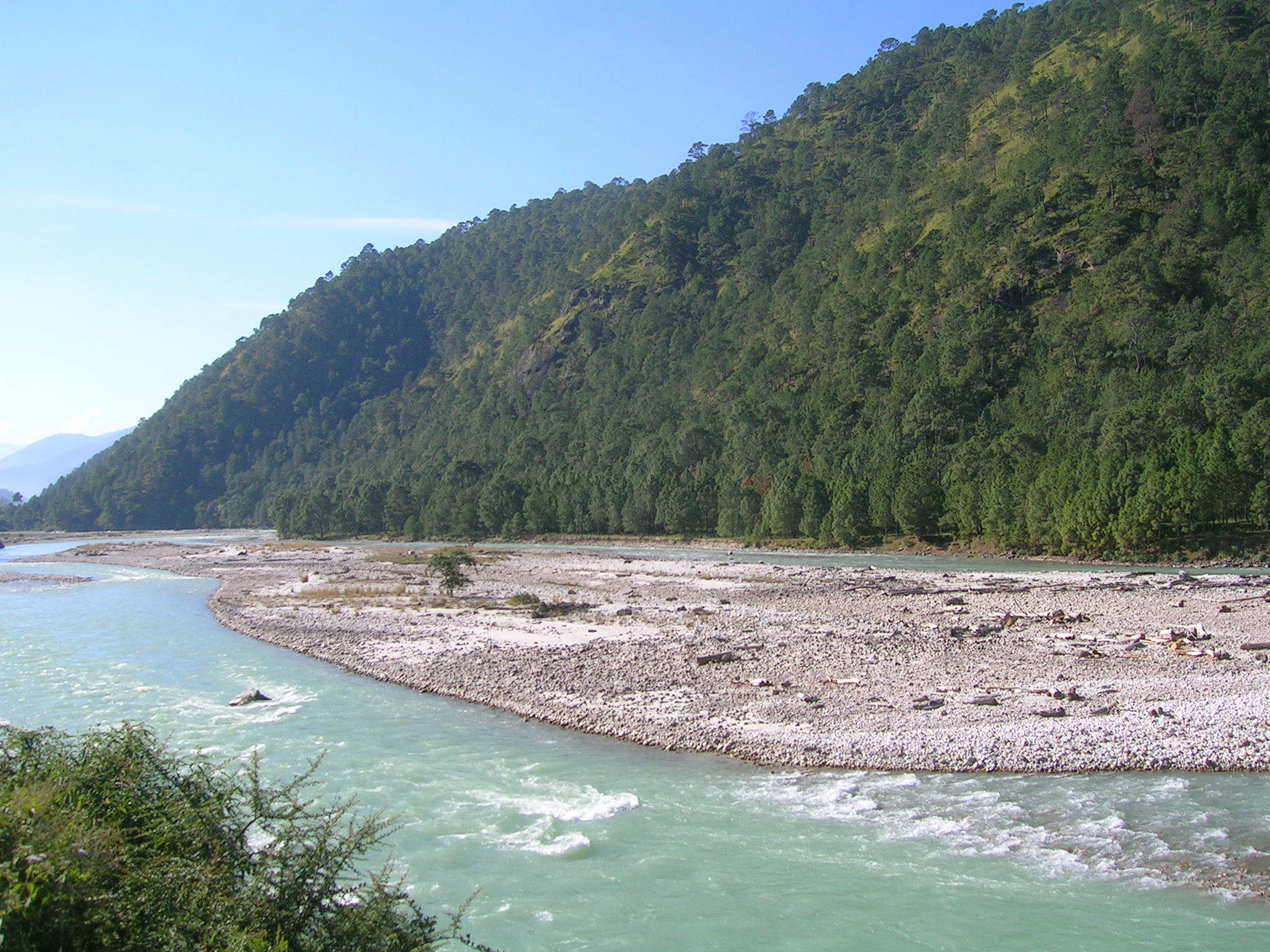
Le regioni fluviali del Bhutan costituiscono uno degli habitat del rarissimo airone panciabianca.

Specie solitaria, si raduna talvolta in piccoli gruppi. Al suolo si muove lentamente, spostando piano piano il collo da un lato all'altro. Nidifica tra marzo e i primi di giugno. Il richiamo è costituito da un sonoro grido

## Conservazione
Questa specie è più rara di quanto si riteneva in passato e nel 2007 la IUCN ne ha cambiato lo status da specie in pericolo a specie in pericolo critico. I fattori che ne minacciano la sopravvivenza sono la caccia e la distruzione dell'habitat.
L'airone panciabianca è particolarmente raro in Bhutan, dove la popolazione ha sofferto molto a causa della costruzione di bacini idroelettrici: con l'allagamento di vaste aree, le coppie riproduttrici sono costrette ad allontanarsi parecchio dal nido, lasciando così le uova o i pulcini alla mercé di predatori come il serpentario crestato.